# Hygrophila polysperma
Hygrophila polysperma (Roxb.) T.Anderson, 1867 è una pianta palustre di acqua dolce appartenente alla famiglia Acanthaceae.

## Descrizione
È una pianta a stelo, con foglie lanceolate che si dipanano a due a due.

## Distribuzione e habitat
Originaria dell'Asia tropicale, si è diffusa velocemente in altre zone in cui è stata introdotta grazie alla sua grande adattabilità ed alla crescita veloce. Si può trovare in Europa, in Messico, e soprattutto nel sud degli Stati Uniti dove a causa della sua invasività è stata inserita nella lista delle piante nocive con conseguente divieto di importazione e commercio.

## Usi
Viene usata comunemente come pianta d'acquario.